# Episcynia inornata
Episcynia inornata är en snäckart som först beskrevs av d'Orbigny 1842.  Episcynia inornata ingår i släktet Episcynia och familjen Vitrinellidae. Inga underarter finns listade i Catalogue of Life.